# Trachinotus falcatus

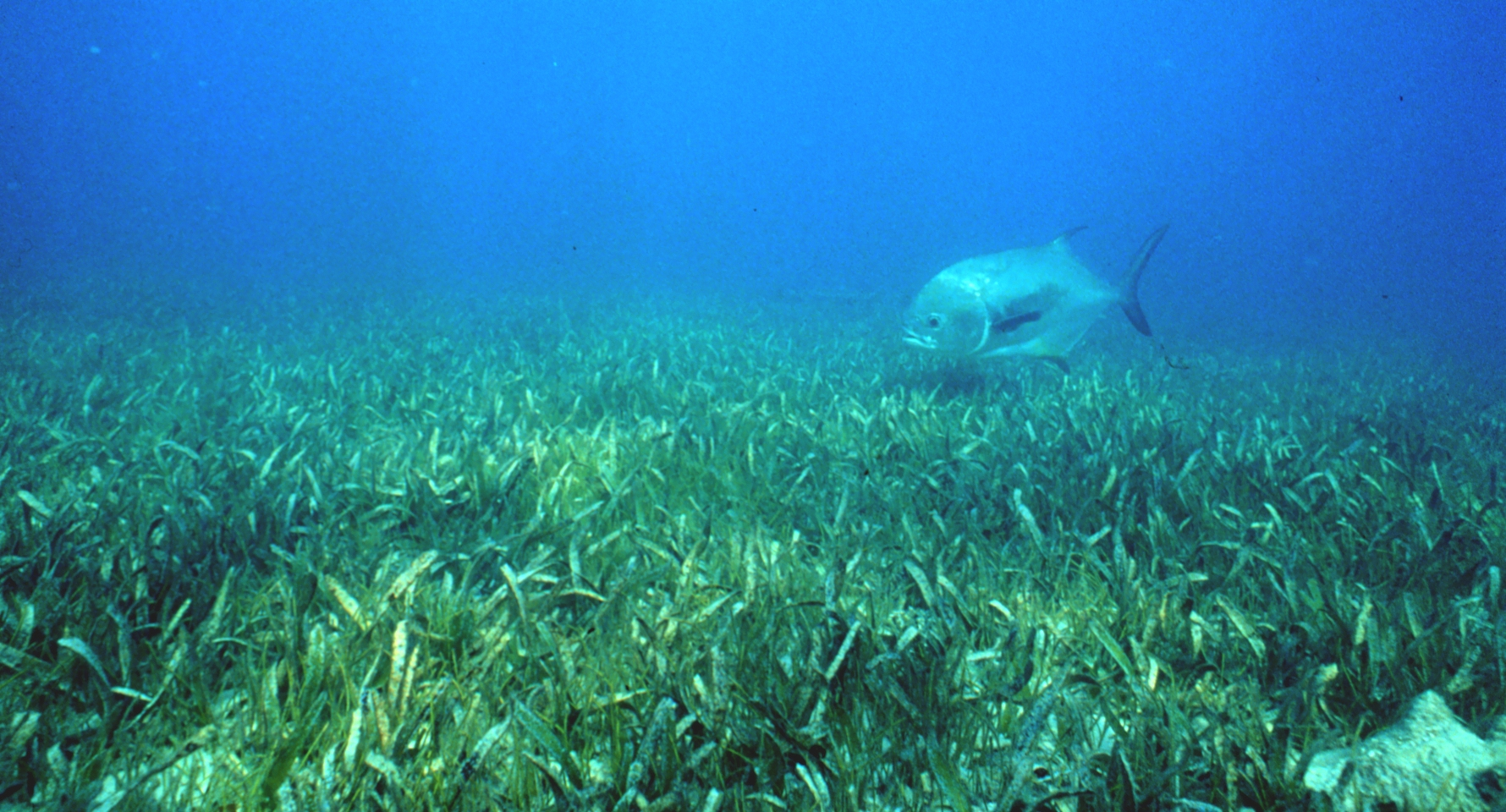
Một con cá đang bơi

Trachinotus falcatus hay còn được biết đến với tên gọi tiếng Anh là cá Permit (cá giấy phép) là một loài cá biển trong Họ Cá khế ở vùng phía Tây của Đại Tây Dương, chúng là một loại cá câu thể thao thông dụng. Hai tàu ngầm của Hải quân Hoa Kỳ được đặt tên liên quan đến loài cá này. Loài cá này được mô tả lần đầu tiên bởi Carolus Linnaeus, được xuất bản vào năm 1758. Ban đầu ông xếp nó là Labrus falcatus, dù cá có kể từ khi được đặt trong chi Trachinotus. Cá được tìm thấy ở phía tây Đại Tây Dương từ Massachusetts tới Brazil, bao gồm hầu hết các đảo Caribbe.

## Đặc điểm
Lòa cá này có thể được phân biệt bởi vây lưng thon dài của chúng và vây hậu môn. Các vây lưng có hình dáng như một lưỡi hái, đuôi cũng được chẻ sâu, và cơ thể của chúng được nén sang hai bên, làm cho cá cao và mỏng khi nhìn từ phía trước. Chúng trung bình có sáu đến bảy gai vây lưng, và từ 18-20 tia mềm. Vây hậu môn có 2-3 gai, và 16-18 tia mềm. Cả hai vây lưng và vây hậu môn tối, thùy trước. Chúng có thể đạt chiều dài tối đa 48 (122 cm) và có thể nặng tới 79 lb (36 kg).

## Tập tính
Loài cá này này thường được tìm thấy trong nông, vùng nước nhiệt đới như đất bùn, kênh và đáy bùn Chúng thường được xem là cá thể hoặc trong các nhóm nhỏ, nếu tiếp cận khi một mình, chúng cố gắng để thoát khỏi sự tương tác của con người, nhưng nếu tiếp cận khi trong một hình học, chúng trở nên hung dữ và có thể cắn nguy hiểm. Mặc dù được tìm thấy gần bờ biển và thậm chí ở một số vùng nước lợ, chúng đẻ trứng ở nước ngoài. Cá bột được tìm thấy thường ở khu lướt sóng mà nhiều động vật xương sống nhỏ có sẵn cho chúng ăn. Những con cá lớn sẽ ăn cua, tôm, cá nhỏ hơn. 